# Aloconota mihoki
Aloconota mihoki – gatunek chrząszcza z rodziny kusakowatych i podrodziny rydzenic.
Gatunek ten opisany został po raz pierwszy w 1913 roku przez Maxa Bernhauera pod nazwą Atheta mihoki.
Chrząszcz o wydłużonym ciele długości od 3,3 do 3,9 mm. Ubarwienie cechuje się co najwyżej nieznacznie przyciemnionymi czułkami i odnóżami. Oczy w widoku górnym są znacznie krótsze od niekompletnie obrzeżonych listewkowato skroni. Czułki są cienkie, o członach od ósmego do dziesiątego tylko nieznacznie szerszych niż dłuższych. Przedplecze jest wyraźnie szagrynowane i gęsto punktowane. Na linii środkowej przedplecza owłosienie jest skierowane ku tyłowi w części przedniej, a ku przodowi w części tylnej. Owłosienie w wewnętrznych połowach pokryw kieruje się bardziej na zewnątrz niż ku tyłowi. Stopy tylnej pary mają człon pierwszy znacznie dłuższy od drugiego, ale wyraźnie krótszy niż drugi i trzeci razem wzięte. Odwłok ma równoległe w zarysie boki.  U podstawy czwartego tergitu brak jest poprzecznego wcisku. U samca piąty tergit wyposażony jest w wyraźny, podłużny wzgórek, a szósty odznacza się obecnością czterech ząbków na tylnej krawędzi. Punktowanie przednich tergitów odwłoka jest stosunkowo rozproszone.
Gatunek palearktyczny, europejski, znany z Belgii, Niemiec, Szwajcarii, Austrii, Włoch, Polski, Czech, Słowacji i Rumunii.